# Alfred-Armand-Louis-Marie Velpeau
Alfred Armand Louis Marie Velpeau (Brèches, 18 maggio 1795 – Parigi, 24 agosto 1867) è stato un anatomista e chirurgo francese, conosciuto soprattutto come l'inventore della fasciatura che porta il suo nome, il bendaggio Velpeau.

## Biografia ed Opere

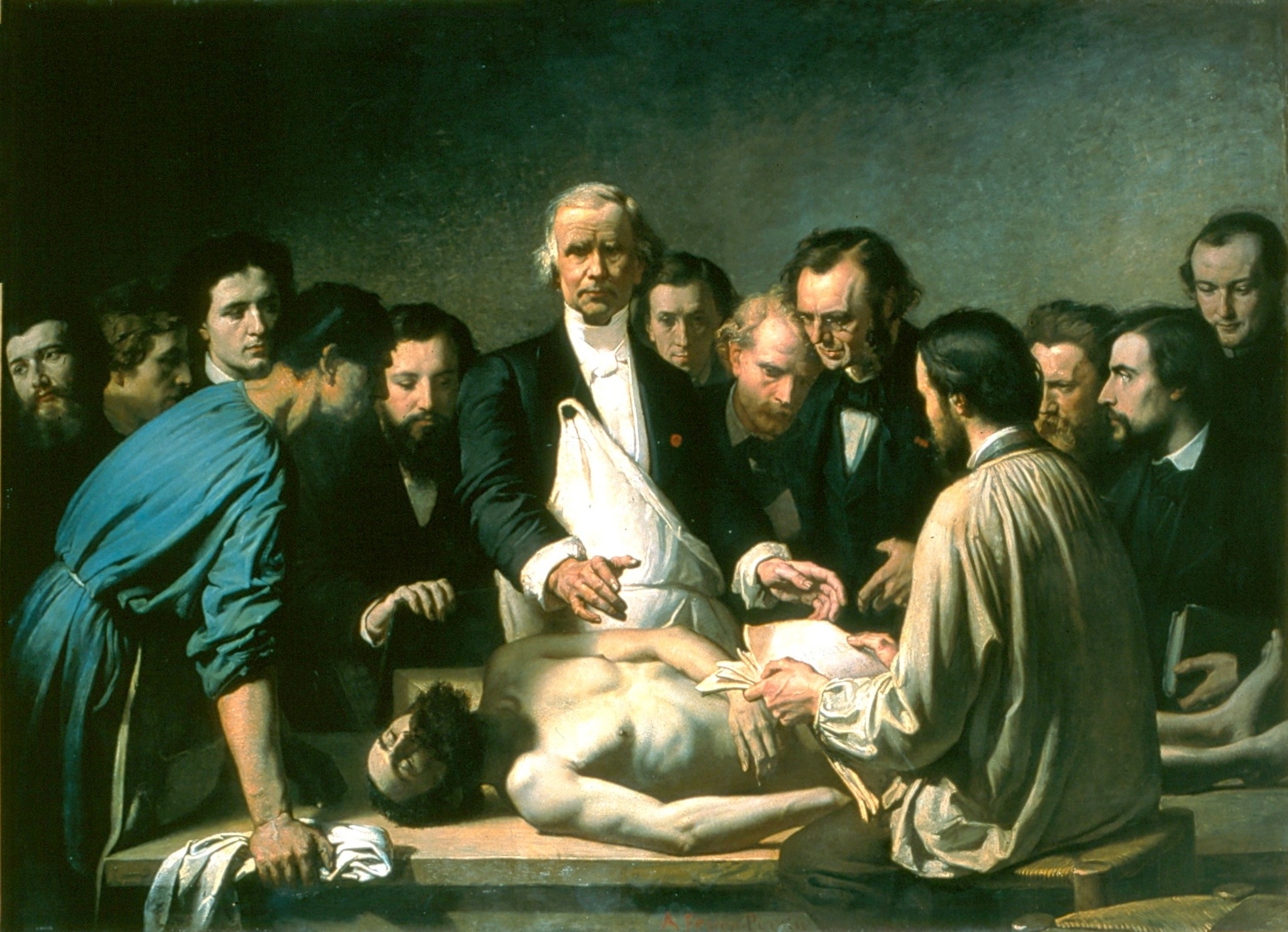
Lezione di anatomia di Velpeau all'Hôpital de la Charité (1864). Tavola di Augustin Feyen-Perrin.

Allievo di Pierre Bretonneau, lavorò come chirurgo in diversi ospedali di Parigi. Dopo la morte di Alexis Boyer (1757-1833), gli succedette nella cattedra di clinica chirurgica presso la Facoltà di Medicina di Parigi dal 1833 al 1867. Uno dei suoi allievi più famosi fu Ramón Emeterio Betances, il padre del movimento indipendentista portoricano.
Fu eletto membro della Accademia Nazionale di Medicina nel 1832 e dell'Accademia francese delle scienze nel 1843. Nel 1860 presentò il lavoro di James Braid sull'ipnosi presso l'Accademia delle Scienze.
Alfred Velpeau fu autore di numerose pubblicazioni sulla chirurgia, l'embriologia, l'anatomia e l'ostetricia, tra le quali un Traité elementaire de l'art des accouchements: ou, Principes de tokologie et d'embryologie (1829; "Trattato elementare di ostetricia: o Principi di Ostetricia ed embriologia"). Opere tradotte anche in italiano con il nome di Alfonso Velpeau.
Diede quindi il suo nome alla già citata medicazione, il "bendaggio Velpeau": una fasciatura utilizzata per immobilizzare il braccio alla parete toracica. Altri lavori di Velpeau da ricordare sono: Nouveaux éléments de médecine opératoire (1832; "Nuovi elementi di pratica chirurgica") ed il Traité des maladies du sein et de la région mammaire ("Trattato sulle malattie della mammella e della regione mammaria"), tradotti anche in lingua inglese. Nel 1827 a Velpeau è riconosciuta la prima descrizione accurata della leucemia.
Ci sono molti altri termini medici associati con il suo nome, tuttavia questi termini sono ormai utilizzati principalmente solo per scopi storici; questi includono: l'ernia di Velpeau per l'ernia femorale, la malattia di Velpeau per l'idrosadenite suppurativa, il canale di Velpeau per il canale inguinale e la fossa di Velpeau, nota anche come fossa ischioanale.
Egli è anche noto per aver tentato una esperienza quantomeno controversa: chiese ad un uomo condannato alla ghigliottina di fargli l'occhiolino per tre volte dopo che la sua testa fosse stata tagliata.
Nonostante fosse riconosciuto come uno dei migliori chirurghi del suo tempo, Velpeau riteneva che la chirurgia senza dolore fosse una fantasia e che la chirurgia e il dolore fossero inseparabili. Con l'avvento di anestetici come l'etere ed il cloroformio nel 1840, Velpeau si mostrò stupito, dicendo: In tema di etere, che è un agente meraviglioso e terribile, dirò del cloroformio, che è ancora più meraviglioso e terribile.
È sepolto nel cimitero di Montparnasse, a Parigi.